# Ладин
Ладин (пол. Ladzin) — лемківське село в Польщі, у гміні Риманів Кросненського повіту Підкарпатського воєводства. Розташоване в північній Лемківщині, за два кілометри на північ від містечка Романів, центру однойменної гміни. Населення — 548 осіб (2011).

## Історія
Населений пункт дуже давній, у документах він фігурує ще з 1376 року. Тоді його згадано у документах князя Владислава Опольчика про заснування Риманова. 1504 року фігурує під назвою Ладина пол. Ladzina, 1515 — Гладрин пол. Hladryn, 1518-го — як Гіядин пол. Hiadin, а 1589 — Іладзин пол. Iladzin.
За час існування неодноразово нищилось угорцями і татарами, зокрема у 1624 році.
До 1772 року село входило до складу Сяноцької землі Руського воєводства (Королівства Польського, Речі Посполитої). З 1772 до 1918 року — у межах Королівства Галичини та Володимирії Австро-Угорщини, зокрема, з 1783 року — до Сяноцького округу, а від 1867 р. село входило до Сяніцького повіту. З 1918 до 1939 років — Сяніцький повіт Львівського воєводства Польської Республіки.
За переписом 1880 р. в селі було 388 жителів (183 греко-католики, 205 римо-католиків), з них у присілку Змислівка — 138 жителів (римо-католиків). У ХІХ сторіччі село піддане інтенсивній латинізації та полонізації.
У 1939 році в селі проживало 590 мешканців (100 українців, 480 поляків і 10 євреїв). Лемки-українці становили єдину греко-католицьку парафію разом із сусідніми селами Вороблик Королівський та Вороблик Шляхетський, яка належала до 1930 р. до Сяніцького деканату, в 1930—1945 рр. — до Риманівського. Метричні книги велися з 1784 р. Під час акції із так званого «обміну населенням» лемків виселено в СРСР.
У 1975—1998 роках село належало до Кросненського воєводства.
1 січня 2012 року від Ладина від'єднався присілок Змислівка, ставши самостійним населеним пунктом у межах тієї ж гміни.

## Демографія
Демографічна структура станом на 31 березня 2011 року:
|          | Загалом | Допрацездатний вік | Працездатний вік | Постпрацездатний вік |
| -------- | ------- | ------------------ | ---------------- | -------------------- |
| Чоловіки | 267     | 29                 | 200              | 38                   |
| Жінки    | 281     | 53                 | 160              | 68                   |
| Разом    | 548     | 82                 | 360              | 106                  |

## Туризм
З північного боку села зберігся дерев'яно-мурований шляхетський маєток, датований ХІХ століттям. Свого часу він належав родам Осташевських, Дверніцьких, а згодом — Бояновських.
Через село пролягає 35-кілометровий велосипедний туристичний маршрут «В долині Віслока».